# Тип 10 (танк)
Тип 10 (яп. 10式戦車, Hitomaru-shiki sensha) — основний бойовий танк Сил самооборони Японії останнього покоління. За японською традицією цифрове позначення вказує на рік початку серійного виробництва (2010). Його розробку розпочали у 1990-х роках. 13 лютого 2008 року Технічний науково-дослідний інститут з Саґаміхари презентував прототип танку. При розробці найбільшу увагу приділили збільшенню мобільності і кругового захисту машини.

## Історія

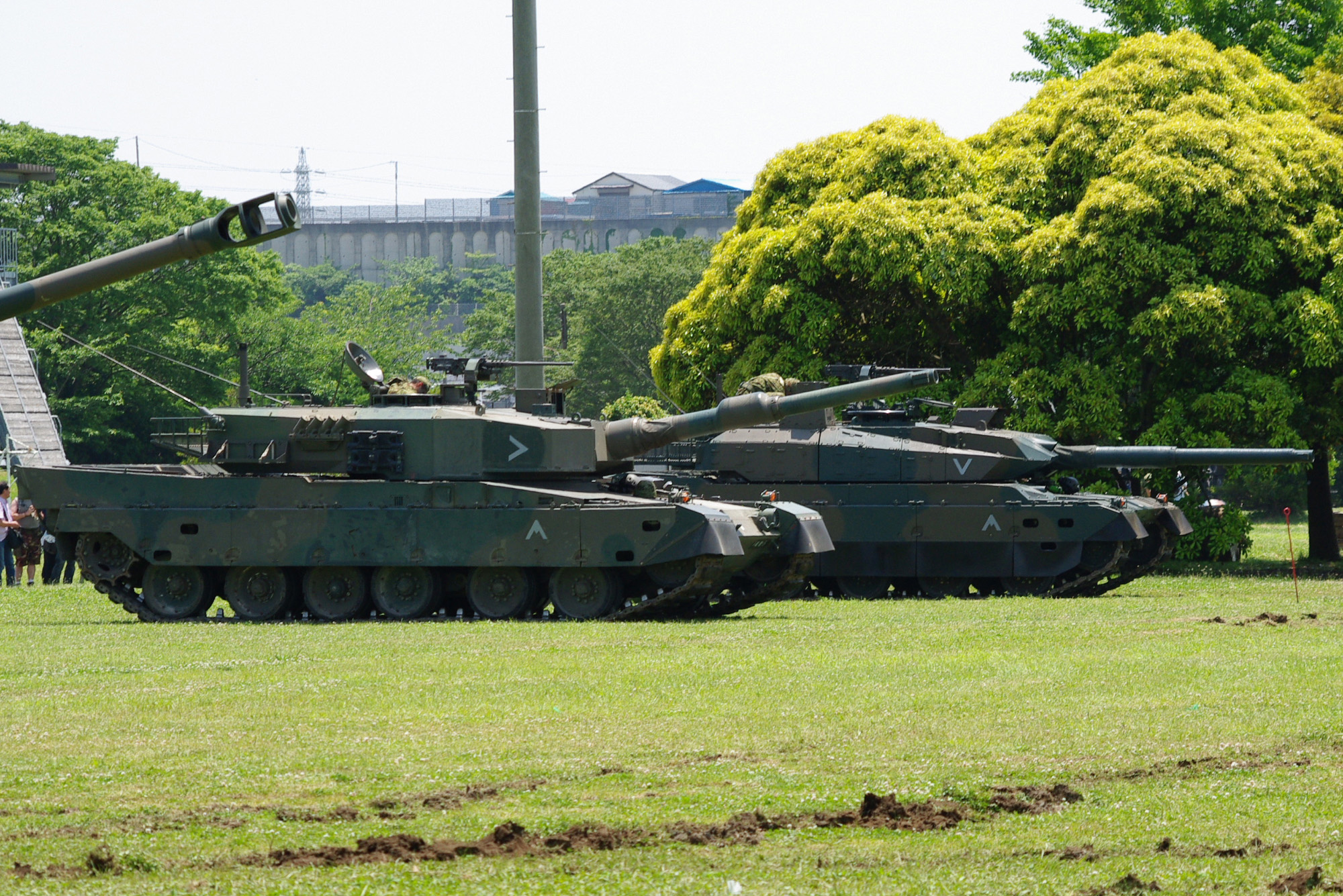
Танки Тип 90 і Тип 10 (ззаду)

Якщо попередня модель Тип 90 переважно проєктувалась під особливості рельєфу острова Хоккайдо, де очікувався напад ЗС СРСР, то дана модель могла використовуватись на усій території Японії. При проєктуванні ставилась мета низьких витрат на виробництво, експлуатацію танків даної моделі завдяки використанню існуючих вузлів, систем, можливості перевезення на цивільних напівпричепах. Після тестів у грудні 2009 року Тип 10 прийняли на озброєння. Враховуючи витрати на проєктування, ціна одного танку становила 954 мільйонів єн (8,9 мільйона доларів США). У 2010—2015 запланували виготовити 68 танків Типу 10.

## Конструкція

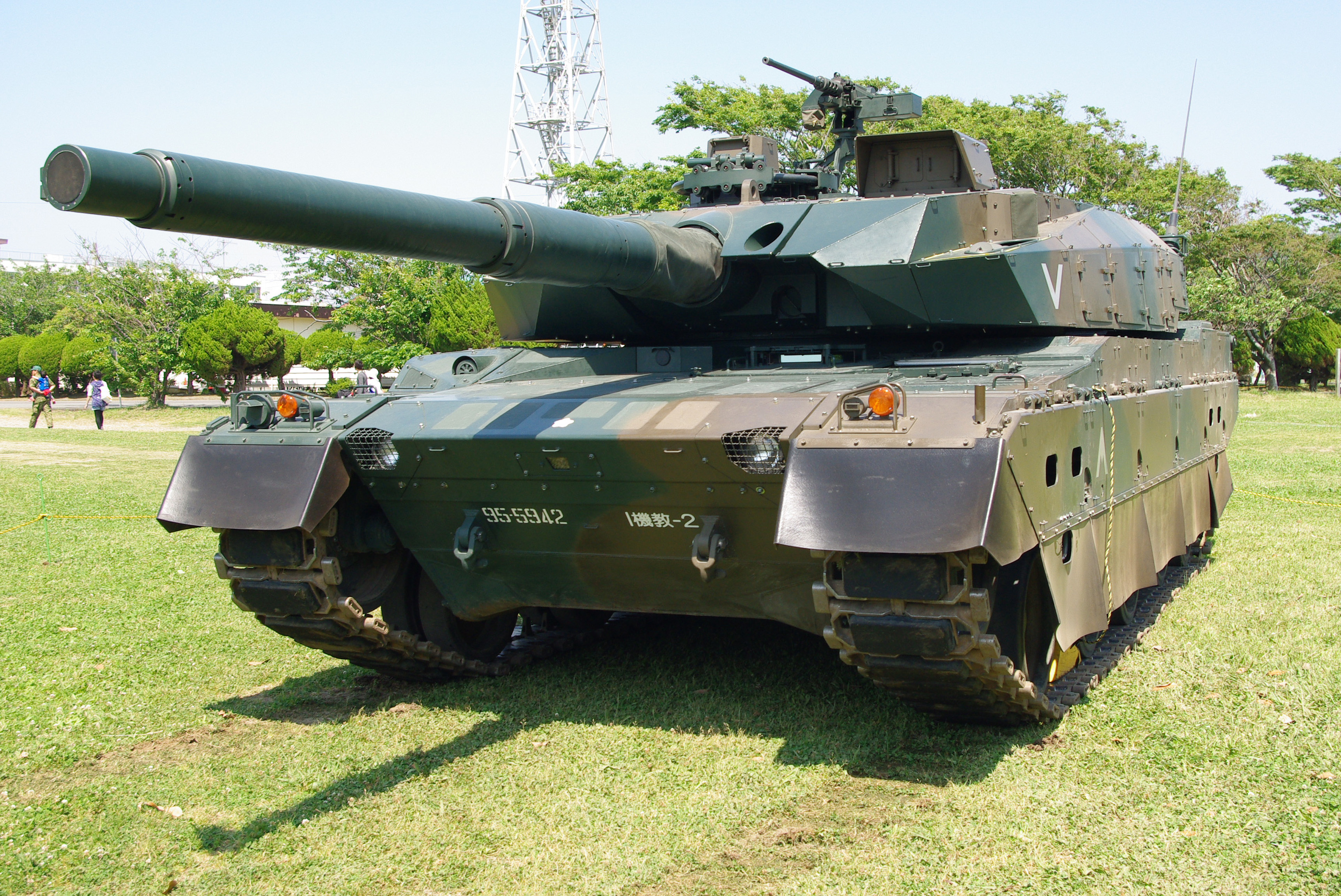
Прототип 3 під час презентації

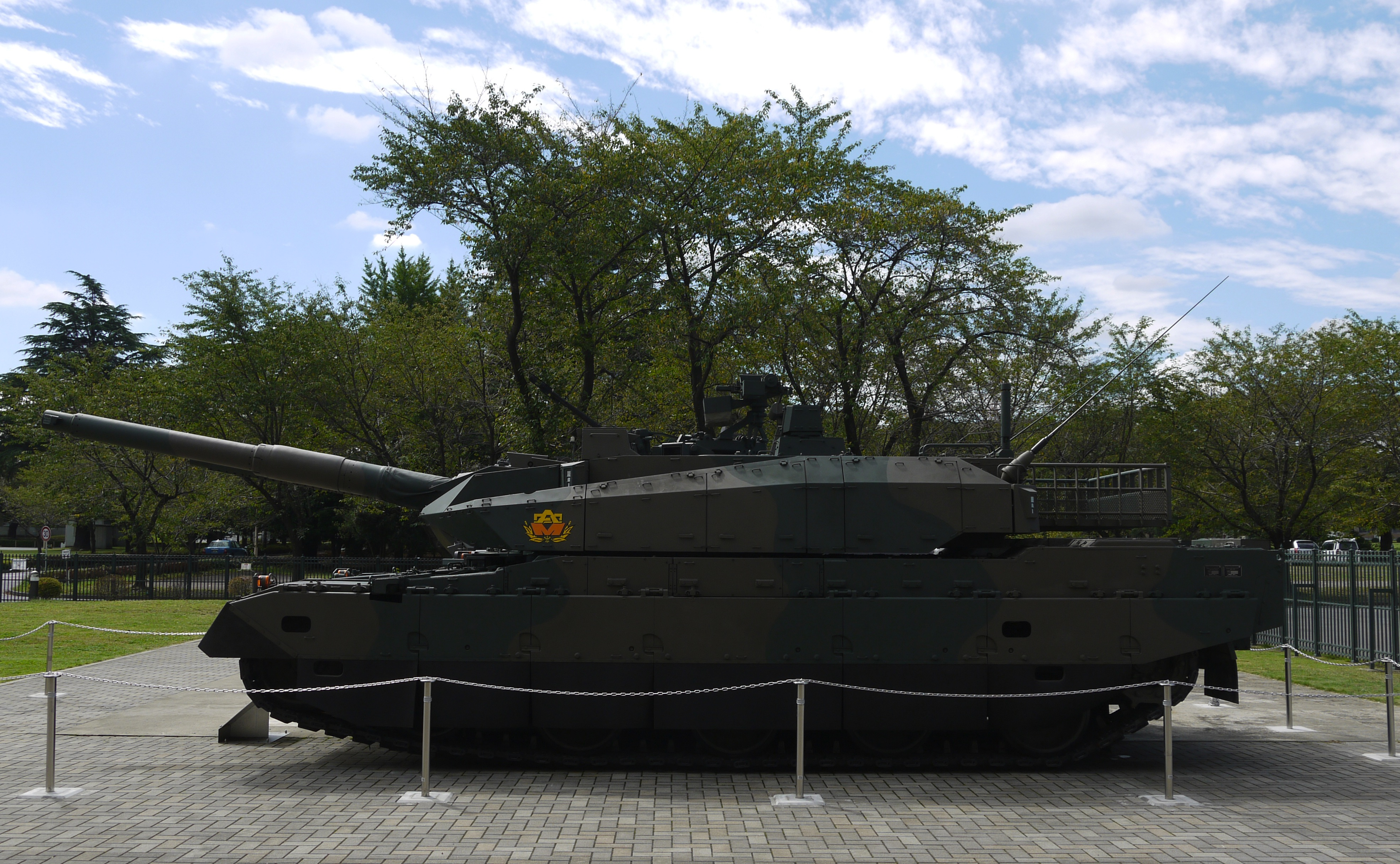
Серійний Т 10

Танк Типу 10 отримав модульний захист з можливістю заміни пошкоджених частин. Оскільки він призначений для ведення асиметричної війни, то отримав рівноцінний захист з усіх сторін з композитної броні з кевларом, керамікою. Вага становить 40 т, але при необхідності її можна посилити ще 4 т композитного захисту.
На танку встановлено дизельний двигун V8 з турбонаддувом і рідинним охолодженням. Безступінчата гідромеханічна коробка передач (CVT) дозволяє швидко змінювати швидкість, прискорюватись. Контролер мотора вибирає для кожної швидкості діапазон низьких оборотів мотора за допомогою передачі (Fuel Economy). Гідропневматична підвіска дозволяє контролювати окремо положення кожного котка, нахиляючи корпус у потрібному напрямку. Це дозволяє покращити умови їзди, прицілювання на важкодоступній місцевості.
Тип 10 озброєно 120-мм гладкодульною гарматою Rheinmetall L/44 з автонавантажувачем ззаду. Дуло виготовлено у Японії по ліцензії. Гармата стабілізована у двох площинах. У ньому розміщено 14 пострілів, а решта у корпусі. Розроблялись дула довжиною L/50, L/55 і набої APFSDS для них. Її доповнювали 7,62-мм кулемет і 12,7-мм Browning M2.
За допомогою комплексу МЦВ танк може зв'язуватись на полі бою з іншими підрозділами, отримуючи від них інформацію. Комплекс призначений для автоматичної обробки даних і надання рекомендацій по використанню зброї, маневруванню для найбільш ефективного використання бойових можливостей танку.